# Kōan (Kamakura-Zeit)
Kōan (japanisch 弘安) ist eine japanische Ära (Nengō) von März 1278 bis Mai 1288 nach dem gregorianischen Kalender. Der vorhergehende Äraname ist Kenji, die nachfolgende Ära heißt Shōō. Die Ära fällt in die Regierungszeit des Kaisers (Tennō) Go-Uda.
Der erste Tag der Kōan-Ära entspricht dem 23. März 1278, der letzte Tag war der 28. Mai 1288. Die Kōan-Ära dauerte elf Jahre oder 3720 Tage.

## Ereignisse
- 1279 Der chinesische Zen-Buddhist Mugaku Sogen kommt nach Japan
- 1281 Die zweite Mongoleninvasion beginnt
- 1284 Hōjō Sadatoki wird Regent von Japan
- 1285 Zwischen Taira no Yoritsuna und Adachi Yasumori  brechen die Shimotsuki-Unruhen (霜月騒動, Shimotsuki sōdō, „November–Unruhen“) aus
- 1287 Fuhimi wird Tennō